# Новоєгорівка (Новоукраїнський район)
Новоєго́рівка — село в Україні, у Рівнянській сільській громаді Новоукраїнського району Кіровоградської області. Населення становить 505 осіб. Колишній центр Новоєгорівської сільської ради.

## Населення
Згідно з переписом УРСР 1989 року чисельність наявного населення села становила 756 осіб, з яких 339 чоловіків та 417 жінок.
За переписом населення України 2001 року в селі мешкало 713 осіб.

## Історія
Згідно репресійної справи №12942-П , що розпочата в 1947 році, житель села Новоєгорівка Степан Моїсеєнко Волкотрубенко в 1917 році на своїй землі, отриманій в 1916 році після одруження, посадив 0,5 гектари лісу в межах цього села.   

### Мова
Розподіл населення за рідною мовою за даними перепису 2001 року:
| Мова       | Відсоток |
| ---------- | -------- |
| українська | 86,72 %  |
| вірменська | 4,43 %   |
| молдовська | 4,29 %   |
| російська  | 2,77 %   |
| білоруська | 0,55 %   |
| інші       | 1,24 %   |